# Luis Somoza Debayle
Luis Anastasio Somoza Debayle (ur. 18 listopada 1922, zm. 13 kwietnia 1967) – nikaraguański generał i polityk, prezydent od 1956 do 1963.

## Życiorys
Początkowo był dowódcą Gwardii Narodowej za rządów jego ojca – prezydenta Anastasio Somozy Garcíi. Po jego śmierci w zamachu (1956) Luis objął po nim dyktatorską władzę, którą dzielił ze swoim bratem, generałem Anastasio, także po zakończeniu swojej prezydentury. Popierał wszelkie akcje wymierzone przeciw rewolucyjnej Kubie. Wprowadził jednak ostrożne, wymuszone przez nastroje społeczne reformy liberalne i starał się hamować autorytarne zakusy brata. Zmarł na atak serca.
Żona Isabel Urcuyo urodziła mu sześcioro dzieci: Bernabe, Salvadorita, Luis, Alvaro, Fernando, Gerardo.